# Jorge Alves Bezerra
Jorge Alves Bezerra SSS (ur. 23 kwietnia 1955 w São João de Meriti) – brazylijski duchowny rzymskokatolicki, od 2013 biskup Paracatu.

## Życiorys
Święcenia kapłańskie przyjął 10 sierpnia 1985 w zgromadzeniu eucharystów. Pracował głównie w zakonnych parafiach, był także m.in. wikariuszem biskupim archidiecezji Fortaleza, sekretarzem prowincji zakonnej oraz mistrzem nowicjatu.
21 maja 2008 został prekonizowany biskupem Jardim, zaś 10 sierpnia 2008 przyjął sakrę biskupią z rąk kard. Cláudio Hummesa. 7 listopada 2012 otrzymał nominację na biskupa Paracatu, a 13 stycznia 2013 kanonicznie objął urząd.